# Ciulucani
Ciulucani è un comune della Moldavia situato nel distretto di Telenești di 1.382 abitanti al censimento del 2004.